# Abqaïq
Abqaïq (arabe : بقيق Bqayq) est l'un des principaux gisements pétroliers de l'Arabie saoudite, dans la province orientale d'ach-Charqiya. Il se situe dans le prolongement direct de Ghawar, au nord de ce dernier et offre un pétrole d'une qualité encore supérieure, classé « extra-léger ».

## Historique
Son histoire est assez typique des grands gisements du Moyen-Orient : découvert en 1940, le gisement produit de plus en plus jusqu'en 1973, date où sa production culmine à presque 1,1 Mbbl/j. Elle est alors restreinte volontairement, puis continue par la suite à diminuer, cette fois du fait de l'épuisement du gisement. Elle vaut environ 600 kbbl/j en 2006.
Abqaïq semble le plus sévèrement épuisé des géants saoudiens : de l'aveu même de l'Aramco, 73 % des réserves sont épuisées [Quand ?]: comme le gisement a déjà produit environ 8,5 Gbbl, cela signifie qu'il reste 3 Gbbl en réserve, mais cette quantité est complètement incohérente avec les données « réserves prouvées » (supposément restantes) données à 19 Gbbl par IHS et à 16 Gbbl par WM (deux sources « de référence »). De tels écarts ne sont pas rares quand on s'intéresse au secteur pétrolier du Moyen-Orient.
Une immense usine de traitement du pétrole de 250 hectares, la plus grande du type dans le monde, se situe à proximité du gisement. Environ les trois quarts du pétrole saoudien y transite, ce qui en fait une cible intéressante pour les terroristes et les ennemis de l'Arabie Saoudite. 
Un attentat d'Al-Qaïda à l'aide de deux véhicules piégés y a été déjoué le 24 février 2006, et le site fait l'objet en 2019 d'attaques par les Houthis. 
Lors de leur troisième attaque revendiqués contre les installations pétrochimiques saoudiennes, le 14 septembre 2019, une attaque, effectué par des drones selon les Houthis,  sur ce complexe et à Khurais réduit la production de 5,7 millions de barils par jour, soit environ 60 % de la production du royaume saoudien, soit plus de 5% de la production mondiale de brut quotidienne et augmente la tension régionale, l'Iran étant soupçonné d’être derrière l'opération. 
Aramco et les photos satellites de DigitalGlobe indiquent 18 impacts sur des installations critiques dont des tours de stabilisation, servant notamment à séparer le gaz du pétrole brut et des réservoirs de carburant. Selon un responsable d'Aramco, Khaled al-Ghamdi, 6 000 [ouvriers sont impliqués dans les travaux de réparation contre 112 sur le site habituellement. « En moins de 24 heures, 30% de l'usine était opérationnel », a-t-il dit, affirmant que "la production sera au même niveau qu'avant l'attaque d'ici la fin du mois". "Nous reviendrons plus forts", mais des spécialistes jugent cet objectif ambitieux et estiment que certaines réparations nécessiteraient plusieurs semaines. 

## Facilités et transports

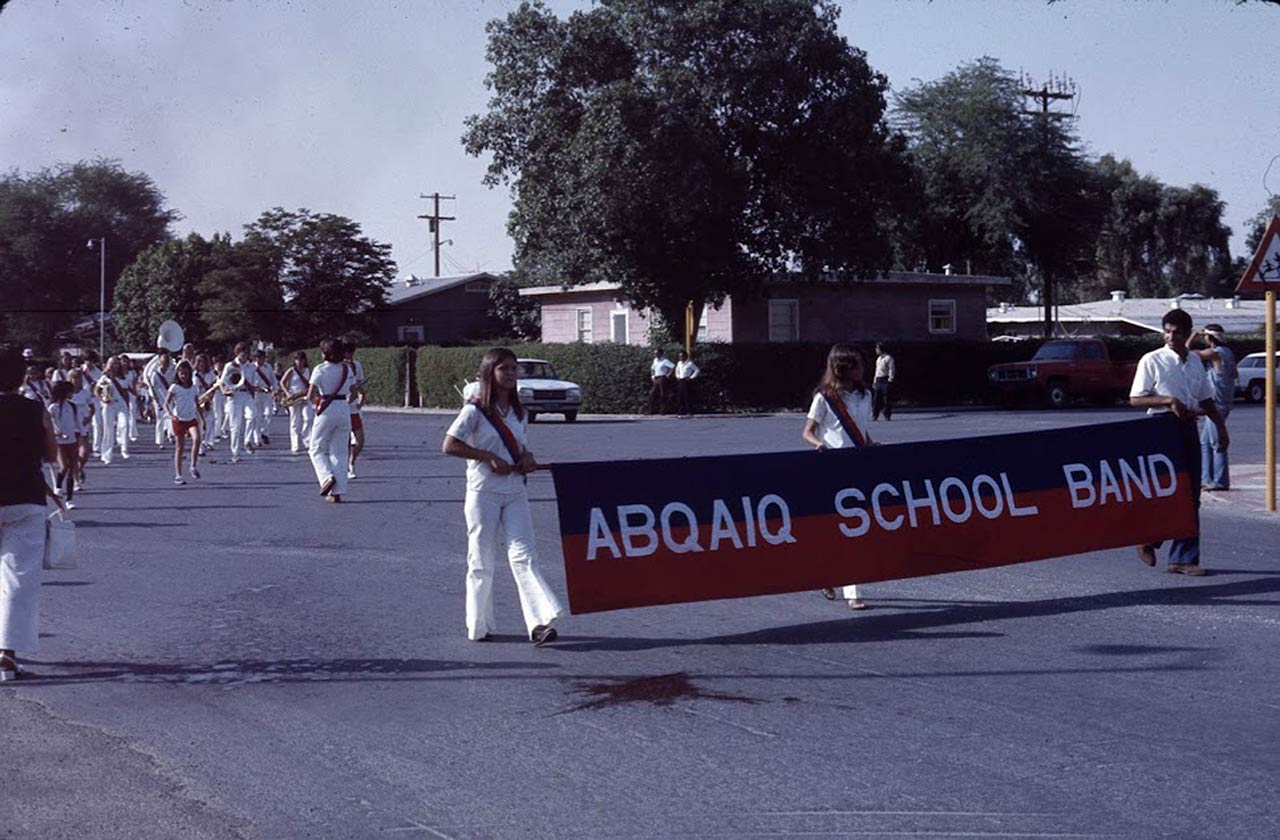
Parade scolaire en 1978 de l'école recevant les enfants des expatriés travaillant pour Aramco.

La ville pétrolière, à 60-70 km au sud ouest de Dhahran-Dammam-Khobar, abrite environ 30 000 personnes, en différents compounds, dont Udhailliyah. La zone dispose de plusieurs piscines, de courts de tennis, de greens ou de browns, d'un golf de 18 trous, etc. 
Un aéroport appartenant à Aramco, la piste d'Abqaïq, se trouve à 6 km de la ville.
Le port courant de la ville est à 50 km à l'est, Dhulum.
La ville est desservie par les routes 10 et 522. L'autoroute 40, Ryadh-Dammam, est joignable à 40 km au nord-ouest.